# آرتور بیالاس
آرتور بیالاس (به آلمانی: Arthur Bialas) بازیکن فوتبال و مهاجم اهل آلمان شرقی بود که از سال ۱۹۶۱ میلادی عضو تیم ملی فوتبال آلمان شرقی بوده‌است. وی در ۱ بازی ملی حضور داشته و در بازی‌های ملی‌اش گلی به ثمر نرساند. آرتور بیالاس آخرین بازی ملی خود را در سال ۱۹۶۱ میلادی انجام داد.